# Вест-Мід Тауншип (округ Кроуфорд, Пенсільванія)
Вест-Мід Тауншип (англ. West Mead Township) — селище (англ. township) в США, в окрузі Кроуфорд штату Пенсільванія. Населення — 5014 особи (2020).

## Демографія
Згідно з переписом 2010 року, у селищі мешкало 5249 осіб у 2174 домогосподарствах у складі 1504 родин. Було 2313 помешкання
Расовий склад населення:
| - 95,8 % — білих - 2,0 % — чорних або афроамериканців - 0,5 % — азіатів - 0,1 % — корінних американців |

До двох чи більше рас належало 1,5 %. Частка іспаномовних становила 1,0 % від усіх жителів.
За віковим діапазоном населення розподілялося таким чином: 21,5 % — особи молодші 18 років, 61,1 % — особи у віці 18—64 років, 17,4 % — особи у віці 65 років та старші. Медіана віку мешканця становила 44,1 року. На 100 осіб жіночої статі у селищі припадало 94,9 чоловіків;  на 100 жінок у віці від 18 років та старших — 91,6 чоловіків також старших 18 років.
Середній дохід на одне домашнє господарство  становив 59 050 доларів США (медіана — 49 521), а середній дохід на одну сім'ю — 63 669 доларів (медіана — 53 194). Медіана доходів становила 48 535 доларів для чоловіків та 41 764 долари для жінок. За межею бідності перебувало 12,6 % осіб, у тому числі 25,3 % дітей у віці до 18 років та 4,2 % осіб у віці 65 років та старших.
Цивільне працевлаштоване населення становило 2222 особи. Основні галузі зайнятості: освіта, охорона здоров'я та соціальна допомога — 33,2 %, виробництво — 20,1 %, роздрібна торгівля — 14,1 %.